# Everybody's Rockin'
Everybody's Rockin' je třinácté studiové album kanadského hudebníka Neila Younga, vydané v srpnu 1983 u vydavatelství Geffen Records. nahráno bylo od dubna do května toho roku ve studiu Modern Recorders v kalifornském Redwood City a o produkci se staral Young spolu s Elliotem Mazerem. Album bylo nahráno za pomoci skupiny The Shocking Pinks a obsahuje písně ve stylu rockabilly.

## Seznam skladeb
| Pořadí | Název                               | Autor                       | Délka |
| ------ | ----------------------------------- | --------------------------- | ----- |
| 1.     | Betty Lou's Got a New Pair of Shoes | Bobby Freeman               | 3:02  |
| 2.     | Rainin' in My Heart                 | Slim Harpo, Jerry West      | 2:11  |
| 3.     | Payola Blues                        | Ben Keith, Neil Young       | 3:09  |
| 4.     | Wonderin'                           | Young                       | 2:59  |
| 5.     | Kinda Fonda Wanda                   | Tim Drummond, Young         | 1:51  |
| 6.     | Jellyroll Man                       | Young                       | 2:00  |
| 7.     | Bright Lights, Big City             | Jimmy Reed                  | 2:18  |
| 8.     | Cry, Cry, Cry                       | Young                       | 2:39  |
| 9.     | Mystery Train                       | Junior Parker, Sam Phillips | 2:47  |
| 10.    | Everybody's Rockin'                 | Young                       | 1:57  |

## Obsazení
- Neil Young – zpěv, kytara, klavír, harmonika
- The Shocking Pinks
  - Larry Byrom – klavír, doprovodné vokály
  - Anthony Crawford – doprovodné vokály
  - Tim Drummond – kontrabas
  - Karl Himmel – virbl
  - Ben Keith – altsaxofon, kytara
  - Rick Palombi – doprovodné vokály